# Catalina (álbum)
Catalina es el séptimo álbum de estudio de la banda de pop malagueña Danza Invisible.

## Descripción
Con este álbum, de gran repercusión comercial, la banda culmina su giro musical, previamente iniciado con el anterior álbum A tu alcance. En Catalina se combinan ritmos latinos, caribeños, africanos e incluso de rap, en Naturaleza Muerta, grabada en colaboración con la banda Los Raperos del Sur. Cuenta además con una versión del tema Yolanda del cubano Pablo Milanés.

## Lista de canciones
- Catalina	- 5:28
- Objetos -	5:50
- En celo	- 4:20
- Naturaleza muerta	- 4:50
- Bodegón	- 4:08
- La Ruina	- 4:23
- La Caída De Lorenzo	- 4:37
- La Balada De La Cárcel	- 4:30
- Yolanda - 4:23